# Giovanni Maistri
Giovanni Maistri (Roma, 4 giugno 1992) è un allenatore di rugby a 15 e rugbista a 15 italiano, tallonatore del Petrarca, inattivo come giocatore dal 2016. Da quello stesso anno il club padovano lo ha inserito negli staff tecnici delle formazioni minori e dal 2017 è anche video analyst della prima squadra.

## Biografia
È cresciuto nelle giovanili della S.S. Lazio e del Calvisano, e ha completato la sua formazione nelle Accademie Federali di Parma e Tirrenia.
Nella stagione 2011-12 ha militato nel Calvisano, squadra che lo ha portato alla conquista del suo primo titolo di Campione d'Italia e del Trofeo Eccellenza.
Nel luglio del 2012 viene ufficializzato il suo passaggio alla Benetton Treviso, squadra con cui ha esordito nel campionato Pro12. Nelle tre stagioni giocate a Treviso viene schierato in totale 23 volte, delle quali 8 da titolare. Nel maggio 2015 si trasferisce a Padova nel Petrarca Rugby, nel corso della prima stagione soffre diversi infortuni e viene impiegato solo 7 volte, gioca il suo ultimo incontro nel gennaio 2016.
Per la stagione 2016-2017, il club padovano lo inserisce nello staff tecnico della squadra Under 16 che a fine campionato si laurea campione d'Italia. Nella stagione successiva affianca Rocco Salvan alla guida del Petrarca A, militante in Serie A; gli viene inoltre affidato il ruolo di video analyst per la prima squadra in Eccellenza 2017-2018.
Maistri ha militato in tutte le squadre giovanili della nazionale italiana, compresa l'Under 20 della quale è stato capitano e con la quale nel 2012 ha disputato il torneo Sei Nazioni di categoria e il Junior World Championship.

## Palmarès
- Campionati italiani: 1
Calvisano: 2011-12
- Trofei Eccellenza : 1
Calvisano: 2011-12